# Euthalia teuta
Euthalia teuta är en fjärilsart som beskrevs av Doubleday 1848. Euthalia teuta ingår i släktet Euthalia och familjen praktfjärilar. Inga underarter finns listade i Catalogue of Life.

## Bildgalleri

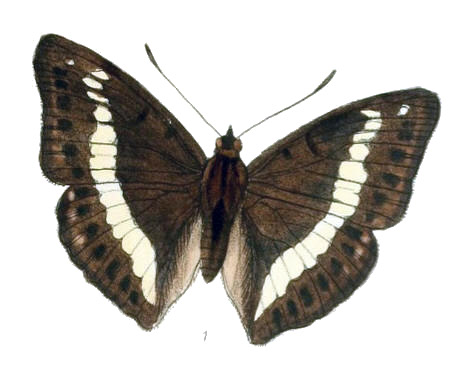
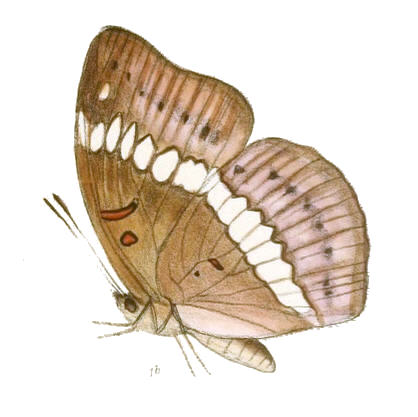